# Lijst van oorlogsmonumenten in Beuningen
De Nederlandse gemeente Beuningen heeft 6 oorlogsmonumenten. Hieronder een overzicht.
| Nr.  | Object                             | Herdachte groep                       | Ontwerper           | Onthulling        | Type        | Locatie                      | Plaats    | Coördinaten                   | Foto                               |
| ---- | ---------------------------------- | ------------------------------------- | ------------------- | ----------------- | ----------- | ---------------------------- | --------- | ----------------------------- | ---------------------------------- |
| 2447 | Monument voor Geallieerde Vliegers | geallieerde militairen                | Ir. P.J.W. Leenders | 17 september 1950 | overig      | Van Heemstraweg, 6641 BE     | Beuningen | 51° 51' 50" NB, 5° 46' 25" OL | Monument voor Geallieerde Vliegers |
| 2448 | Plaquette aan de Corneliuskerk     | burgerslachtoffers                    | Lucas Schoot        | 15 februari 2004  | plaquette   | Dorpssingel 1, 6641 BE       | Beuningen | 51° 51' 48" NB, 5° 46' 36" OL | Plaquette aan de Corneliuskerk     |
| 3940 | Lancastermonument                  | bemanning bommenwerper                | Hein van Houten     | 23 juni 2016      | plaquette   | Wilhelminalaan hoek Elsenpas | Beuningen | 51° 50' 46" NB, 5° 45' 14" OL | Lancastermonument                  |
| 3802 | Oorlogsmonument                    | burgerslachtoffers, Britse militairen | F.J. van Leeuwen    | 4 mei 2013        | gedenkwand  | kerkplein Ewijk., 6551 ZZ    | Ewijk     | 51° 52' 17" NB, 5° 44' 27" OL | Oorlogsmonument                    |
| 2446 | Oorlogsmonument                    | burgerslachtoffers                    |                     |                   | gedenksteen | Molenstraat, 6645 BR         | Winssen   | 51° 52' 58" NB, 5° 42' 23" OL | Oorlogsmonument                    |
| 2449 | Monument in de St. Andreaskerk     | burgerslachtoffers                    |                     | 4 mei 1948        | plaquette   | Kerkstraat 14, 6551 ZZ       | Weurt     | 51° 51' 31" NB, 5° 48' 58" OL |                                    |